# Florea Ciorcilă
Florea Ciorcilă (n. 22 mai 1944, Micșunești-Moară, România – d. 1987) a fost un luptător român, specializat în lupte greco-romane. A câștigat medalia de argint la Campionatele Mondiale⁠(d) din 1966⁠(d).
A fost component al clubului sportiv Dinamo București al Ministerului Afacerilor Interne și a deținut gradul de sergent major (în 1968).

## Distincții
- Medalia „Meritul Sportiv” clasa a II-a (8 mai 1968) „pentru contribuția deosebită adusă la dezvoltarea mișcării de cultură fizică și sport și pentru merite deosebite în activitatea sportivă de performanță, cu prilejul împlinirii a 20 de ani de la înființarea Clubului sportiv «Dinamo»-București al Ministerului Afacerilor Interne”[4]